# إنريكي خافيير بورخا
إنريكي خافيير بورخا (بالإسبانية: Enrique Javier Borja) (30 مايو 1995 في باراغواي - ) هو لاعب كرة قدم باراغواياني في مركز مهاجم ‏. لعب مع أرجنتينوس جونيورز.

## وصلات خارجية
- إنريكي خافيير بورخا على موقع قاعدة بيانات كرة القدم.إي يو (الإنجليزية)
- إنريكي خافيير بورخا على موقع Soccerway.com (الإنجليزية)
- إنريكي خافيير بورخا على موقع AS.com (الإسبانية)